# 中华人民共和国国家机械工业委员会
中华人民共和国国家机械工业委员会（简称“国家机械委”）是1980年12月至1982年5月、1986年12月至1988年4月两度设立的统一领导和归口管理全国机械工业的中华人民共和国国务院的职能部门。

## 历史
1980年2月12日，第五届全国人大常委会第十三次会议决定，为了加强对机械工业的统一领导，设立国务院机械工业委员会。
1980年12月8日，国务院发出通知，决定将国务院机械工业委员会改名为中华人民共和国国家机械工业委员会（简称“国家机械委”），管理一机部、四机部、六机部、农机部和国家仪器仪表工业总局、国家广播电视工业总局、国家电子计算机工业总局的工作，协同国防科委、国防工办安排国防工业企业的民品生产，组织民用机械工业企业优先保证完成合同规定的国防科研、试制、生产等任务，统一规划和协调国务院其他部门管理的民用机械制造工业和各省、市、自治区管理的民用机械工业。1982年5月4日第五届全国人大常委会第二十三次会议通过《关于国务院部委机构改革实施方案的决议》，决定国家机械工业委员会、国家经济委员会、国家能源委员会、国家农业委员会合并组建新的国家经济委员会，内设“国家经委机械办”，主任范慕韩。 
1986年12月2日，第六届全国人大常委会第十八次会议决定撤销机械工业部、兵器工业部，设立国家机械工业委员会。“其主要任务是，根据国民经济发展的总目标，制订机械行业发展的方针、政策，进行统筹规划、综合平衡、组织协调和监督服务。”下设军工总监统管原两部的军工工作。来金烈就任军工总监。
1988年4月12日，第七届全国人大第一次会议通过国务院机构改革方案，国家机械工业委员会与电子工业部合并成立机械电子工业部。

## 机构设置
1980年内设司局级机构7个，干部编制150人。1981年，内设司局级机构9个，干部编制200人：
- 办公厅
- 计划局
- 经营管理局
- 科学技术局
- 进出口局
- 军民结合局
- 日用机械局
- 人事教育局
- 政策研究室

1987年2月，设27个司局机构，行政编制1300人：
- 办公厅
- 政策法规司
- 发展规划司
- 科学技术司
- 经济调节司
- 生产司
- 建设司
- 质量安全监督司
- 对外合作司
- 人事劳动司
- 教育司、
- 兵器发展司
- 武器局
- 弹药局
- 军工配套局
- 工程农机局
- 机床工具局
- 重型机械局
- 仪器仪表局
- 电器局
- 通用机械局

## 领导
- 主任薄一波(1980.2-1982.5)/邹家华(1986.12-1988.4)
- 第一副主任吕东(1980.8-1982.5)
- 副主任倪志福(1980.2-1982.5)、沈鸿(1980.2-1982.5)、宋劭文(1980.2-1982.5)、徐驰(1980.2-1982.5)、马洪(1980.2-1982.5)、周太和(1980.2-1982.5)、马捷(1980.2-1982.5)、范慕韩(1980.2-1982.5)、张明远(1980.2-1982.5)、孙友余(1981.5-1982.5)、陶力(1981.5-1982.5)、谢红胜(1981.7-1982.5)、何光远(1986.12-1988.4)兼党组副书记、唐仲文(1986.12-1988.4)、李守仁(1986.12-1988.4)、丁孝浓(1986.12-1988.4)